# Перенелла Фламель
Перенелла Фламель (фр. Perrenelle Flamel; 1320, Франция — 1397) — французский алхимик, жена Николя Фламеля. Занималась благотворительностью, меценатствуя церкви для обустройки общежитий и покупки скульптур.

## Биография

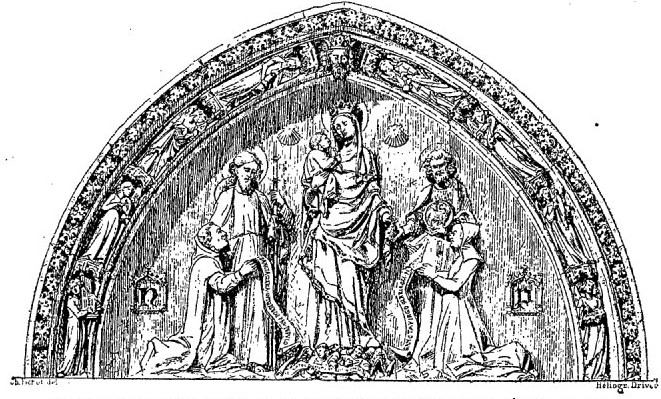
Портал церкви Сант-Жен-Де-Ла Бушери, профинансированный Николя Фламелем.

О ранних годах жизни Перенеллы известно не много. Она вышла замуж за Фламеля в 1368 году, до этого она еще два раза вступала в брак. Детей не имела. Супруги внесли вклад в строительство церкви и были изображены портале часовни Святого Иакова.
Перенелла скончалась в 1397 году.

## В культуре
- Кратко упоминается в книге Гарри Поттер и философский камень[2].
- Одна из персонажей в книге писателя Майкла Скотта «Тайны бессмертного Никласа Фламеля»[3].